# Sinustachycardie
Bij een sinustachycardie veroorzaakt de sinusknoop, de sinoatriale knoop, te veel hartslagen. Het is een type tachycardie, dus een te snel ritme van het hart. Men spreekt van tachycardie als het aantal slagen hoger is dan 100 per minuut. Een normaal ritme ligt tussen de 60 en 100 slagen per minuut. Het is een van de mogelijke hartritmestoornissen.

## Oorzaken
De oorzaken van een sinustachycardie zijn zeer divers, bijvoorbeeld emoties, onderliggend hartaandoening (hartfalen, kleplijden), koorts, anemie, sepsis, angst, pijn, hormonale oorzaken (hyperthyreoidie, feochromocytoom), ondervulling door uitdroging of een bloeding, medicatie (theofylline, salbutamol), drugs zoals koffie en cocaine en alle andere condities die resulteren in stimulatie van de hartactiviteit.

## Behandeling
Medisch onderzoek en daaropvolgende behandeling is gericht op het identificeren van de onderliggende oorzaken, middels bloedonderzoek, lichamelijk onderzoek, anamnese gericht op onder meer geneesmiddelen en drugs en symptomen van hartfalen, bloedonderzoek naar anemie, ontstekingswaarden en schildklierfunctie. Een arts kan een Holter-monitor aanbevelen om de elektrische activiteit van het hart gedurende een bepaalde periode te volgen. Als er geen onderliggende oorzaak wordt gevonden is een sinustachycardie onschuldig en behoeft dit geen behandeling. Eventueel kan bij klachten een bètablokker worden gestart, maar in principe wordt dit ontraden.